# HD 137071
HD 137071，又名BD+40 2877，SAO 64667、HR 5726，是一颗恒星，视星等为5.5，位于銀經64.43，銀緯56.36，其B1900.0坐标为赤經15h 18m 55.4s，赤緯+39° 56.36′ 18″。